# Algeriets Billie Jean King Cup-lag
Algeriets Billie Jean King Cup-lag representerar Algeriet i tennisturneringen Billie Jean King Cup, och kontrolleras av Algeriets tennisförbund. 

## Historik
Algeriet deltog första gången 1997. Bästa resultatet var tredjeplatserna i Grupp II 2001 och 2002.